# Erdapfel

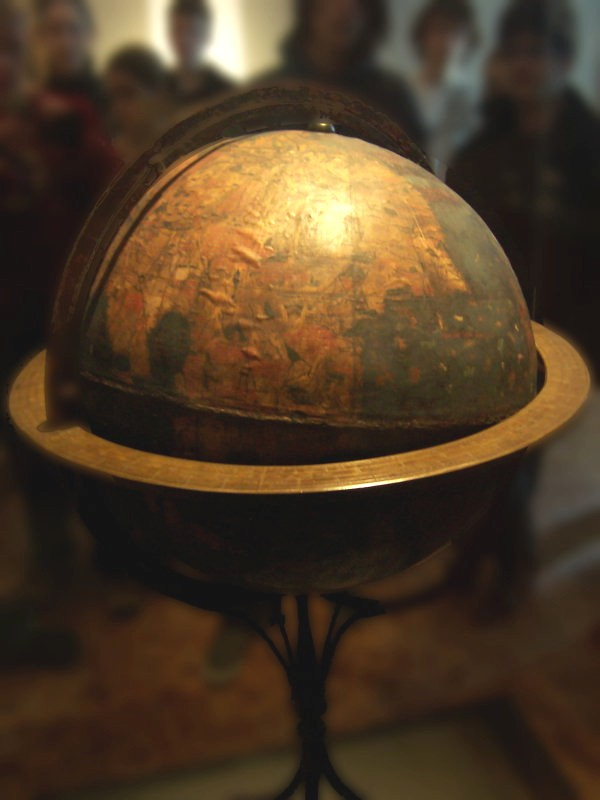
Erdapfel de Behaim

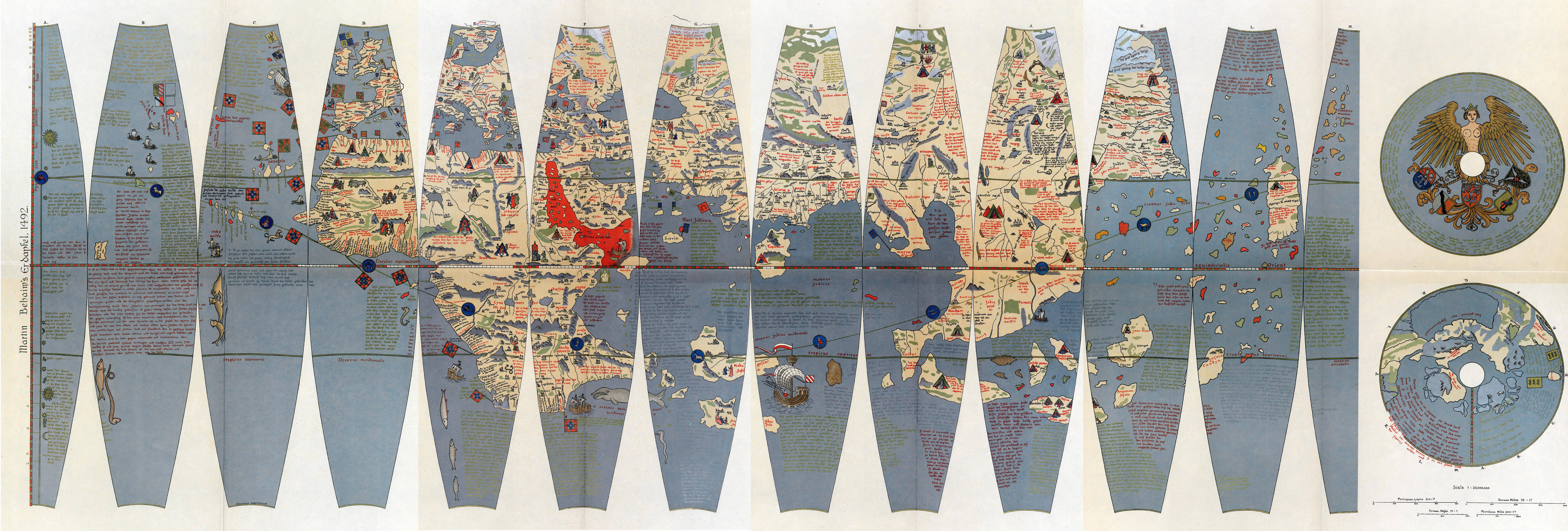
Recreació moderna dels cors de l' Erdapfel

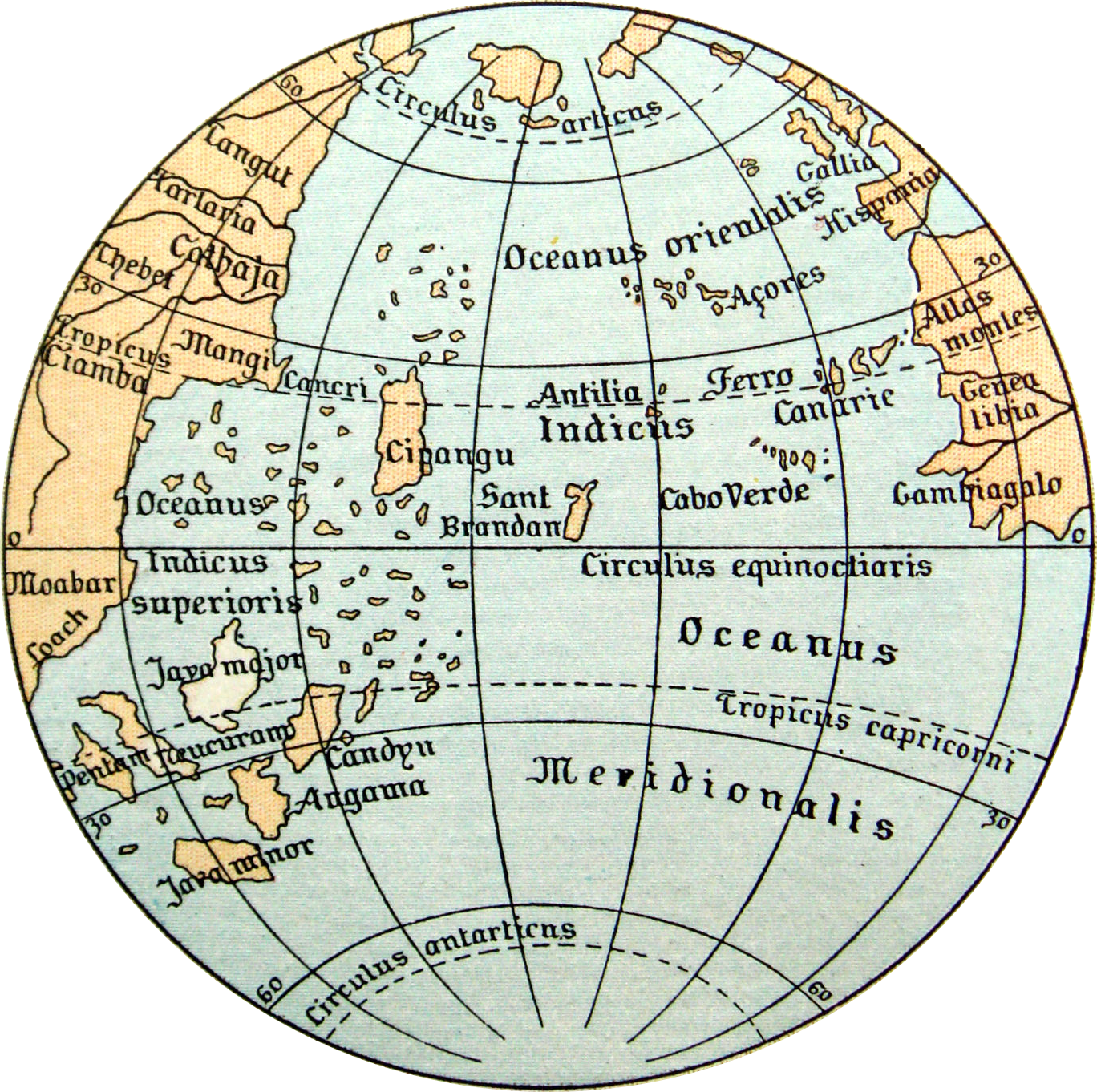
Zona oceànica descrita al globus de Martin Behaim.

L' Erdapfel (pronunciat [ˈeːɐ̯tˌʔapfl̩] ( escolteu-ho), és un globus terrestre fabricat per Martin Behaim entre 1490 i 1492. L'Erdapfel és el globus terrestre més antic que es conserva. Està construït amb una bola de lli laminat en dues meitats, reforçada amb fusta i superposada amb un mapa pintat sobre gores per Georg Glockendon. El mapa es va dibuixar en paper, que es va enganxar en una capa de pergamí per tot el món.
No s'inclouen les Amèriques, ja que Colom no va tornar a Espanya fins al març de 1493. El globus terrestre mostra un continent euroasiàtic engrandit i un oceà buit entre Europa i Àsia. S'inclou la mítica illa de San Brandan. Cipangu (Japó) està sobredimensionat i bastant al sud de la seva veritable posició; El mapa de Martellus dibuixa una enorme península fantasma a l'est del Chersonès daurat (Malàisia).
La idea d'anomenar el globus terrestre "apfel" o "poma" pot estar relacionada amb el Reichsapfel ("Poma imperial", Globus cruciger) que també es conservava a Nuremberg juntament amb la Regalia imperial (Reichskleinodien). El nom no està relacionat amb el significat modern d'Erdapfel al sud d'Alemanya i Àustria, que és "patata": les patates encara no s'havien portat d'Amèrica a Europa.
Des de la seva creació fins a principis del segle xvi, es va situar en una sala de recepció de l'ajuntament de Nuremberg. Després d'aquest temps, va ser ocupat per la família Behaim. El 1907, va ser traslladat al Museu Germànic de Nuremberg. El 1992, es va traslladar durant un temps a la Universitat de Tecnologia de Viena, per ser estudiat en alta resolució pel Behaim Digital Globe Project. L'any 2011 es va iniciar una segona digitalització per part del Museu Nacional Alemany.
Se sap que es feien globus terrestres des de l'antiguitat, com el de Crates de Mal·los, però no se'n coneix cap que hagi sobreviscut, ni tan sols en fragments. Tanmateix un globus celeste, l'Atles Farnese, del segle ii, si que ha ha sobreviscut.